# Poraniomorpha borealis
Poraniomorpha borealis är en sjöstjärneart som först beskrevs av Süssbach och Breckner 1911.  Poraniomorpha borealis ingår i släktet Poraniomorpha och familjen kuddsjöstjärnor. Inga underarter finns listade i Catalogue of Life.